# ITF Shrewsbury
Das ITF Shrewsbury (offiziell: LTA GB Pro-Series Shrewsbury) ist ein Tennisturnier der ITF Women’s World Tennis Tour, das in Shrewsbury, auf Hartplatz ausgetragen wird.

## Siegerliste

### Einzel
| Jahr                   | Siegerin                                   | Finalgegnerin                              | Ergebnis                                   |
| ---------------------- | ------------------------------------------ | ------------------------------------------ | ------------------------------------------ |
| ↓ Kategorie: $75.000 ↓ |                                            |                                            |                                            |
| 2008                   | Roberta Vinci                              | Maret Ani                                  | 7:5, 7:5                                   |
| 2009                   | Elena Baltacha                             | Katie O’Brien                              | 6:3, 4:6, 6:3                              |
| 2010                   | Eva Birnerová                              | Anne Kremer                                | 7:61, 3:6, 6:0                             |
| 2011                   | Mona Barthel                               | Heather Watson                             | 6:0, 6:3                                   |
| 2012                   | Annika Beck                                | Stefanie Vögele                            | 6:2, 6:4                                   |
| ↓ Kategorie: $25.000 ↓ |                                            |                                            |                                            |
| 2013                   | Alison Van Uytvanck                        | Marta Sirotkina                            | 7:5, 6:1                                   |
| 2014                   | Océane Dodin                               | Carina Witthöft                            | 6:4, 6:3                                   |
| 2015                   | Océane Dodin                               | Freya Christie                             | 7:63, 7:5                                  |
| ↓ Kategorie: $10.000 ↓ |                                            |                                            |                                            |
| 2016                   | Petra Krejsová                             | Tess Sugnaux                               | 6:1, 7:5                                   |
| ↓ Kategorie: $25.000 ↓ |                                            |                                            |                                            |
| 2017                   | Anna-Lena Friedsam                         | Lesley Kerkhove                            | 6:4, 6:2                                   |
| 2018                   | Maia Lumsden                               | Walerija Sawinych                          | 6:1, 4:6, 6:3                              |
| ↓ Kategorie: $60.000 ↓ |                                            |                                            |                                            |
| 2019                   | Witalija Djatschenko                       | Yanina Wickmayer                           | 5:7, 6:1, 6:4                              |
| 2020                   | Aufgrund der COVID-19-Pandemie ausgefallen | Aufgrund der COVID-19-Pandemie ausgefallen | Aufgrund der COVID-19-Pandemie ausgefallen |
| 2021                   | Aufgrund der COVID-19-Pandemie ausgefallen | Aufgrund der COVID-19-Pandemie ausgefallen | Aufgrund der COVID-19-Pandemie ausgefallen |
| ↓ Kategorie: W100 ↓    |                                            |                                            |                                            |
| 2022                   | Markéta Vondroušová                        | Eva Lys                                    | 7:5, 6:2                                   |
| 2023                   | Viktorija Golubic                          | Amarni Banks                               | 6:0, 6:0                                   |

### Doppel
| Jahr                    | Siegerinnen                                | Finalgegnerinnen                           | Ergebnis                                   |
| ----------------------- | ------------------------------------------ | ------------------------------------------ | ------------------------------------------ |
| ↓ Kategorie: $75.000 ↓  |                                            |                                            |                                            |
| 2008                    | Johanna Larsson Anna Smith                 | Sarah Borwell Courtney Nagle               | 7:66, 6:4                                  |
| 2009                    | Kristina Barrois Yvonne Meusburger         | Johanna Larsson Anna Smith                 | 3:6, 6:4, [10:7]                           |
| 2010                    | Witalija Djatschenko Irena Pavlovic        | Claire Feuerstein Wesna Manassijewa        | 4:6, 6:4, [10:6]                           |
| 2011                    | Maria João Koehler Katalin Marosi          | Amanda Elliott Johanna Konta               | 7:63, 6:1                                  |
| 2012                    | Wesna Dolonz Stefanie Vögele               | Karolína Plíšková Kristýna Plíšková        | 6:1, 6:73, [15:13]                         |
| ↓ Kategorie: $250.000 ↓ |                                            |                                            |                                            |
| 2013                    | Çağla Büyükakçay Pemra Özgen               | Samantha Murray Jade Windley               | 4:6, 6:4, [10:8]                           |
| 2014                    | Richèl Hogenkamp Lesley Kerkhove           | Nicola Geuer Viktorija Golubic             | 2:6, 7:5, [10:8]                           |
| 2015                    | Xenia Knoll Alice Matteucci                | Lesley Kerkhove Quirine Lemoine            | 3:6, 6:3, [10:3]                           |
| ↓ Kategorie: $10.000 ↓  |                                            |                                            |                                            |
| 2016                    | Sarah Beth Grey Olivia Nicholls            | Alicia Barnett Lauren McMinn               | 6:3, 6:3                                   |
| ↓ Kategorie: $25.000 ↓  |                                            |                                            |                                            |
| 2017                    | Freya Christie Harriet Dart                | Maia Lumsden Katie Swan                    | 3:6, 6:4, [10:6]                           |
| 2018                    | Sarah Beth Grey Olivia Nicholls            | Tayisiya Morderger Yana Morderger          | 0:6, 6:3, [10:4]                           |
| ↓ Kategorie: $60.000 ↓  |                                            |                                            |                                            |
| 2019                    | Arina Rodionova Yanina Wickmayer           | Freya Christie Walerija Sawinych           | 6:2, 7:5                                   |
| 2020                    | Aufgrund der COVID-19-Pandemie ausgefallen | Aufgrund der COVID-19-Pandemie ausgefallen | Aufgrund der COVID-19-Pandemie ausgefallen |
| 2021                    | Aufgrund der COVID-19-Pandemie ausgefallen | Aufgrund der COVID-19-Pandemie ausgefallen | Aufgrund der COVID-19-Pandemie ausgefallen |
| ↓ Kategorie: W100 ↓     |                                            |                                            |                                            |
| 2022                    | Miriam Kolodziejová Markéta Vondroušová    | Jessika Ponchet Renata Voráčová            | 7:64, 6:2                                  |
| 2023                    | Harriet Dart Olivia Gadecki                | Elena Malõgina Barbora Palicová            | 6:0, 6:2                                   |